# Tristrophis asymetricaria
Tristrophis asymetricaria är en fjärilsart som beskrevs av Charles Oberthür 1923. Tristrophis asymetricaria ingår i släktet Tristrophis och familjen mätare. Inga underarter finns listade i Catalogue of Life.